# جيب سهمي سفلي
الجيب السهمي السفلي (المعروف أيضًا باسم الجيب الطولي السفلي) داخل رأس الإنسان، هو منطقة تحت الدماغ تسمح للدم بالتصريف إلى خارج مركز الرأس. يصرف (من مركز الدماغ) إلى الجيب المستقيم (في الجزء الخلفي من الرأس)، والذي يتصل بالجيوب المستعرضة. انظر الشكل (على اليمين): المسمى في الدماغ باسم "SIN. SAGITTALIS INF." (باللاتينية: sinus sagittalis inferior).
الجيب السهمي السفلي على طول الحدود السفلية من المنجل المخي، أعلى من الجسم الثفني.
يتلقى الدم من الجوانب الغائرة والوسطى لنصفي الكرة المخية ويصب في الجيب المستقيم.

## صور إضافية

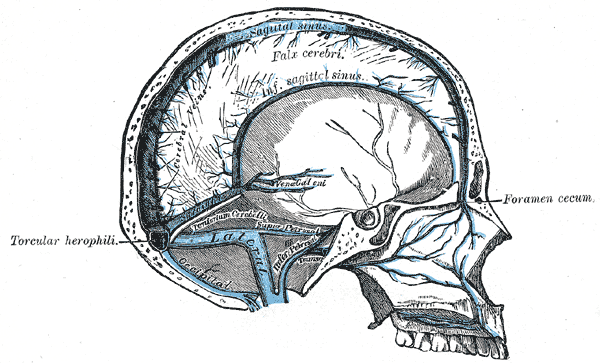
مقطع سهمي من الجمجمة يظهر الجيوب من الجافِيَة.
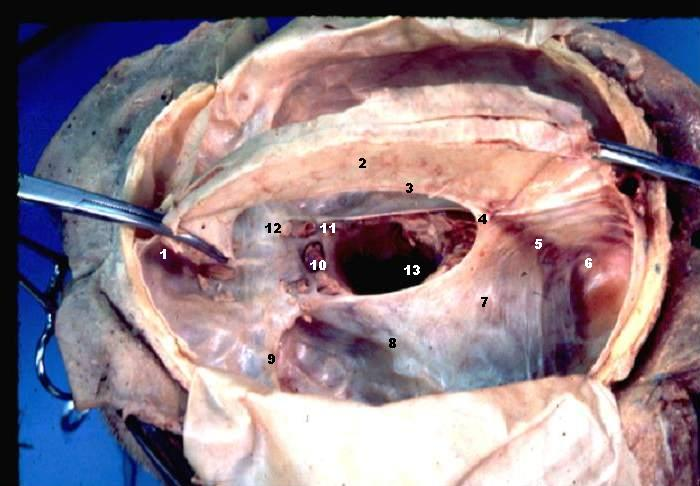
الأم الجافية في الدماغ البشري (انعكاسات)